# Warningcamp
Warningcamp est un village et une paroisse civile du Sussex de l'Ouest, en Angleterre. Il est situé à 2 km au nord-est de la ville d'Arundel. Administrativement, il relève du district d'Arun. Au recensement de 2011, il comptait 156 habitants.